# Олів'є Морель (тенісист)
Олів'є Морель (фр. Olivier Morel; нар. 3 серпня 1972) — колишній французький тенісист.
Найвищу одиночну позицію світового рейтингу — 496 місце досяг 19 травня 1997, парну — 203 місце — 27 жовтня 1997 року.

## Фінали ATP Челленджер/ITF Ф'ючерс

### Парний розряд: 5 (2–3)
| Легенда              |
| -------------------- |
| ATP Челленджер (0–1) |
| ITF Ф'ючерс (2–2)    |

| Результат | В-П | Дата     | Турнір                          | Рівень     | Покриття | Партнер     | Суперники                     | Рахунок       |
| --------- | --- | -------- | ------------------------------- | ---------- | -------- | ----------- | ----------------------------- | ------------- |
| Поразка   | 0–1 | Сер 1997 | Женева Challenger, Женева       | Челленджер | Ґрунт    | Гійом Маркс | Маріано Пуерта Дієго дель Ріо | 3–6, 4–6      |
| Перемога  | 1–0 | Бер 1998 | Німеччина F2, Оффенбах-на-Майні | Ф'ючерс    | Тверде   | Стефан Мате | Томмі Ленго Алешандре Сімоні  | 7–5, 2–6, 6–3 |
| Поразка   | 1–1 | Лип 1998 | Франція F2, Екс-ан-Прованс      | Ф'ючерс    | Ґрунт    | Стефан Мате | Г'юго Армандо Пабло Б'янкі    | 4–6, 5–7      |
| Поразка   | 1–2 | Жов 1998 | Франція F11, Ла-Рош-сюр-Іон     | Ф'ючерс    | Тверде   | Стефан Мате | Режіс Лавернь Гійом Маркс     | 2–6, 1–6      |
| Перемога  | 2–2 | Жов 1998 | Франція F12, Родез              | Ф'ючерс    | Тверде   | Стефан Мате | Жульєн Кюаз Вім Нефс          | 5–7, 7–6, 7–5 |